# Santissima Annunziata
Santissima Annunziata, även benämnd Santa Maria Annunziata al Camilliano och Santa Maria Annunziata del Collegio Romano, var en kyrkobyggnad i Rom, helgad åt Jungfru Maria och särskilt åt hennes bebådelse. Kyrkan var belägen där nu kyrkan Sant'Ignazio står i Rione Pigna.

## Kyrkans historia
Uppförandet av kyrkan Santissima Annunziata möjliggjordes genom en donation från adelsdamen Vittoria Frangipane, markisinna av Tolfa. Byggnationen fullbordades år 1564 och kyrkan konsekrerades år 1567. Interiören var treskeppig med absidal avslutning.
Kyrkan revs mellan 1649 och 1654 i samband med uppförandet av den betydligt större Sant'Ignazio. I Cappella Ludovisi i denna kyrka bevaras ett freskfragment från den rivna kyrkan, vilket avbildar Jungfru Maria.

## Bilder
| - Santissima Annunziata (här benämnd ANNVNZIATA) på Rodolfo Lancianis karta över Rom från år 1893–1901. |